# Skiathos internationella flygplats
Skiathos internationella flygplats "Alexandros Papadiamantis" (IATA: JSI, ICAO: LGSK) är en flygplats på ön Skiathos, Grekland. Med dess 1 628 meter långa landningsbana är Boeing 757 det största flygplan som kan landa på flygplatsen.